# Crystal Yorkshire
Crystal Yorkshire ist eine deutsche Jugendbuchreihe der Autorin André Linke, die Elemente von Science Fiction, Fantasy, Manga und Satire enthält. Die Texte gelten laut Kritik als unkonventionell und experimentell.

## Handlung

### Band 1Angriff der Flukes
Dennis Stevens ist ein junger Mann, der in der fernen Zukunft als Taxiflieger arbeitet – die Erde wurde inzwischen von der Sonne zerstört, und die Spezies Mensch lebt als geächtete Gattung im Weltraum verstreut. Während einer Nachtschicht stößt Dennis’ Raumschiff mit dem zweier junger Frauen zusammen, und nach einem Streit entführen diese den Mann auf ihre Raumstation. Die Station, Crystal Yorkshire, ist ein Ausbildungslager für Geheimagenten, das eigenständig gegen Kriminelle vorgeht. Im Gegensatz zu den meisten anderen Organisationen werden Menschen hier gut behandelt. Dennis Stevens beschließt, zu bleiben und Agent zu werden. Mit dem Training, seiner Zuneigung zur Agentin Ashley und den Angriffen einer feindlichen Spezies namens Flukes beginnt sein Abenteuer.

### Band 2Krieg um Nichts
Da die Flukes unzählige Agenten getötet und sich auch nicht an darauf gefolgte Abmachungen gehalten haben, hat Crystal Yorkshire ihnen den Krieg erklärt. Eine große Schlacht soll entscheiden, welche der beiden Gruppen überleben wird. Durch diesen Ausnahmezustand werden Dennis Stevens und andere angehende Agenten verfrüht in den Kampf geschickt. Er und seine Mannschaft ragen dabei als gute Piloten und Krieger heraus. Der Präsident von Crystal Yorkshire beschließt, aus ihnen ein Elite-Team zu bilden. Nach einem vorübergehenden Waffenstillstand werden die Flukes durch einen Überraschungsangriff zerstört. Zwischen Dennis und Ashley zeichnet sich ein Katz-und-Maus-Spiel ab.

### Band 3Das Rakerteam
Neben Dennis und Ashley befinden sich vier weitere Nachwuchsagenten in der Elite-Mannschaft. Als „Rakerteam“ haben sie die gefährlichsten Aufträge auszuführen. Die sechs Agenten werden darum ab sofort bevorzugt behandelt und mit der neuesten Technik ausgestattet. Bei einer Razzia und bei einer Geiselbefreiung setzen sie ihr Leben aufs Spiel. Gleichzeitig bekommt Crystal Yorkshire Zuwachs durch den nächsten ersten Jahrgang von angehenden Agenten, in dem sich auch Dennis’ jüngere Schwester befindet, die nun ihre ersten Abenteuer erlebt. Zwischen Ashley und Dennis spitzt sich die Lage immer weiter zu. Ashleys Zurückweisungen bringen den Mann dazu, offensiv zu werden. Am Ende verletzt er sie versehentlich.

### Band 4Der Botvirus
Auf der ganzen Welt führen scheinbare Fehlfunktionen verschiedener Raumschiffe und Geräte zu Toten und Verletzten. Dahinter steckt ein Virus, den die böse Eisgöttin Sicilia entsandt hat, um Crystal Yorkshire zu erpressen: Die Raumstation soll seine Energiequelle zerstören, da dessen Anwesenheit die Eisgöttin schwächt und ihren magischen Kräften im Weg steht. In menschlicher Gestalt gelingt es der Göttin zudem, sich in Crystal Yorkshire einzuschleusen und Freundschaft mit Agentin Ashley zu schließen, um so an geheime Daten heranzukommen. Das Rakerteam macht sich auf, um das Reich der Göttin zu zerstören. Doch Sicilias falsche Freundschaft zu Ashley führt dazu, dass Ashley sie vor den anderen Agenten beschützt. Ein tödlicher Kampf nimmt seinen Lauf.

### Band 5Unter Zeitdruck
Eisgöttin Sicilia hatte Ashley Cathy-Jo Oak aus dem Rakerteam getötet, ehe der Agent Dennis Stevens sie besiegen konnte. Dennis ist in tiefer Trauer um seine Liebe, bis ihm der Präsident Crystal Yorkshires verrät, dass bei ihrem Waffenlieferanten RCTM die ersten Zeitmaschinen entwickelt wurden. Dass diese geheim und noch nicht getestet sind, hält Dennis nicht davon ab, in die Vergangenheit zu reisen, um Ashley zu retten. Zum ersten Mal wendet er sich gegen RCTM und bringt eine der Maschinen in seine Gewalt. Zusammen mit Lara, Erik und Kessie aus dem Rakerteam macht er sich auf den Weg – begleitet von Kessies Mutter, eine Königin mit magischen Kräften, und einem Fremden mit verhülltem Gesicht, der behauptet, sich mit Zeitreisen auszukennen. Doch statt die Aktion wie sonst als durchdachte Mission auszuführen, verlieren sich die Helden in dem Versuch, die unterschiedlichen Zeitstränge zu verstehen. Die Rettung droht zu scheitern und noch mehr Opfer zu fordern.

## Veröffentlichung
Crystal Yorkshire erscheint im Machtwortverlag und ist mit dem fünften Band abgeschlossen. Der erste Band wurde im Dezember 2006 veröffentlicht; Band zwei zur Leipziger Buchmesse 2008, Band drei 2009, Band vier 2011, Band fünf 2012.
Herausgebracht hat der Verlag auch Ableger zur Serie: Den Kurzmanga Crystal Yorkshire: Huna Omega von Kim Ngyuen, die Kurzgeschichte Gaps-Duell der Liebe – Crystal Yorkshire Bravo von Stephanie Torreiter sowie den kostenlosen Kurzcomic Geschwister at Work von Diana Lazaru. Nur an Letzterem hat André Linke mitgewirkt.

## Stil und Kennzeichen
Crystal Yorkshire ist keine reine Science Fiction, sondern eine Überschneidung verschiedener Genres. Die bunt gestalteten Figuren, hitzigen Dialoge und detailverliebten Schilderungen weisen Kriterien des Manga-Erzählstils auf, passend zur Illustration. Das Vorkommen von Energiequellen in Form von leuchtenden Steinen und einer Eisgöttin mit magischen Kräften sind der Fantasy zuzuordnen. Der Vergleich zwischen dem entspannten Außerirdischen und dem gehetzten Menschen hingegen gehört der Satire an.
Geschrieben ist Crystal Yorkshire in jugendlicher Sprache mit teilweise kindischem, gar flapsigem Ausdruck. Wer der Erzähler ist, bleibt offen. Kennzeichnend ist, dass sehr oft und in verschiedenen Variationen beschrieben wird, wie groß, ruhig und faszinierend der Weltraum den Figuren erscheint. Der Satz „Das All war still.“ repräsentiert die Geschichte in den Augen vieler Leser.
Merkmal der Serie ist, dass die eigentliche Handlung eine offenbar untergeordnete Rolle spielt. Hauptstrang und Spannungsbögen werden immer wieder unterbrochen – hauptsächlich vom Erzähler als deprimierte Person, einmal auch von einem Pseudo-Werbeblock. Auch widerlegt der Erzähler eigene Aussagen später selbst und macht klar, dass er über dem Leser steht. Im Laufe der Geschichte werden verschiedene politische und soziale Themen kritisch erwähnt, allesamt aber eher oberflächlich behandelt. Es finden sich viele Anspielungen zu anderen Filmen, Büchern und Öffentlichkeitspersonen unserer Zeit wieder. Parallel zur Handlung und den Unterbrechungen durch den Erzähler gibt es weitere Nebenstränge und einzelne Zwischenszenen. So treten Gott und Jesus mit Weltherrschaftsplänen, zwei Außerirdische namens Henry und Larry als gelangweilte Funker und eine gewisse Oma und ihr verformter Frosch immer wieder auf. Viele Gegebenheiten der (zeitlich nicht klar definierten) fernen Zukunft werden mithilfe von Auszügen eines fiktiven Geschichtsbuchs erklärt – als Anlehnung an Douglas Adams’ Per Anhalter durch die Galaxis.
Jeder Band enthält um die zwölf Illustrationen von Lorenz Hideyoshi Ruwwe und Jinxin Li. Auch die Coverbilder stammen von den beiden Mangaka. Zusätzlich sind im Nachwort Chibi-Zeichnungen von Zita Galambos (Band eins bis drei), Lisa Theobald (Band vier) und Lena Haupt (Band fünf) zu sehen. Zusammen mit dem Add-on von Diana Lazaru, das auch im vierten Band abgedruckt wurde, sind es insgesamt sechs Mangaka, die Zeichnungen beisteuerten.

## Hintergrund
Entstanden ist Crystal Yorkshire ursprünglich als englische Fanfiction für das Computerspiel Descent. André Linkes Begeisterung für Mangas wie Sailor Moon und die Werke von Douglas Adams hat die Geschichte im Laufe der Jahre zu einem eigenständigen Projekt werden lassen. Dadurch kam die Serie auch zu ihrem Namen: Das „Crystal“ ist auf die fiktive Stadt „Crystal Tokyo“ aus Sailor Moon zurückzuführen. Sechseinhalb Jahre hat die Autorin insgesamt am ersten Band gearbeitet.
Für den vierten und fünften Band agierte Léontine Mandela als Ghostwriterin, da André Linke zu der Zeit an mehreren anderen Projekten arbeitete. Zuvor hatte Mandela bereits für den illustrierten Roman alias Cynthia als Haupt-Autorin mit Linke zusammengearbeitet.

## Erfolg
Der erste Teil Angriff der Flukes wurde in den Kategorien Bester deutschsprachiger Roman und Bestes deutschsprachiges Romandebüt für den Deutschen Phantastik Preis 2007 nominiert. Bei der Preisverleihung hielt André Linke infolgedessen eine Laudatio an Markus Heitz und überreichte ihm den Preis für die Beste Internet-Seite.

## Kritik
„„Die Handlung wirkt manchmal langatmig, wenn gerade kein wichtiges Thema behandelt wird.““

„André Linke kritisiert auf 327 Seiten die heutige Gesellschaft, die sich für die intelligenteste Lebensform hält, mit Witz und Ironie gut verpackt in der Geschichte eines 19-jährigen Jungen, in der zum Teil aus einem Geschichtsbuch der Zukunft zitiert wird. Langweilig wird es dabei nicht: Immer wieder meldet sich Dennis zu Wort, durchbricht so die Er/Sie-Erzählung und schmeißt den Leser vollkommen aus der Handlung heraus. Manch ein Dialog ist etwas verwirrend, doch man sollte nicht nach einem tieferen Sinn suchen […]. Auch wird der Leser auf so einige Widersprüche stoßen[…]. Gerade das macht dieses Buch so lebendig und lesenswert.“

„Der Rezensent meint[…], dass es zwar unzulässig ist, Autoren wie Panizza (Das Liebeskonzil) oder Rushdie (Die satanischen Verse) einzusperren oder zu terrorisieren, doch dass auch die schriftstellerische Freiheit Grenzen hat oder besser haben sollte. Hoffnungslos antiquiert eben, dieser Zeilenschinder.“

„Eine brillante, flapsig geschriebene, witzige und zugleich tiefgründige SF-Satire, die auch sozialkritische Elemente enthält.“

„„Für all jene, die bereits die Tiefen der Science Fiction eines H.G. Wells oder Jules Verne erkunden, stellt dieser Roman sicherlich kein Neuland dar. Im Gegenteil, er wird sie nicht besonders beeindrucken sondern vielleicht nur schmunzelnd an die eigene Jugend denken lassen, denn eine Identifikation mit dem Protagonisten, die so wichtig für gute Stimmung ist, findet nicht statt. Für Jugendliche bis maximal in die frühen 20er kann ich den Roman allerdings mit gutem Gewissen empfehlen, denn er bringt alles, was für diese Zielgruppe wichtig ist mit sich: Spannung, Action, Liebe – nur leider keine Schokolade.““

„„Sei mal die eigentliche Story dahingestellt, ist allein das Lesen ein reines Vergnügen. Dialoge kommen übrigens auch so abgehackt und fesch rüber: Keine ausgeklügelten designten Gespräche, sondern kurze Sprachfloskeln und Wort-Lautmalerei. Diese Art zu schreiben ist sehr frisch und parodiert gleichzeitig die heutige Literaturwelt. […] So kommt es halt nicht selten vor, dass der Erzähler mittendrin die Handlung unterbricht, um seine eigene ganz persönliche Meinung zum Geschehen zu äußern. […] Das sind Brüche, die nicht nur innovativ sind, sondern eine völlig neue Form des Schreibens offenbar[en]““